# گدی، کنیا
گده یا گدی روستایی در ساحل اقیانوس هند در کشور کنیا است که در شهرستان کیلیفی، جنوب مالیندی و شمال واتامو واقع شده‌است. خرابه‌های گدی در آنجا واقع شده‌است. اگرچه تصور می‌شود در منابع تاریخی ذکری از آن نشده باشد، اما خرابه‌های گسترده یک بندر سابق از قرن سیزدهم میلادی یا قبل از آن، از جمله دارای مقبره ای مربوط به سال 1399 میلادی در این شهر وجود دارد. این بندر متروک شد و تا دهه 1920 دوباره کشف نشد.
ساختمان‌ها مرجانی، خاکی و گچی هستند که برخی از آن‌ها دارای نقوشی است. سازه‌های شهر خرابه شامل یک مسجد، کاخ، خانه‌ها و مقبره‌ها و همچنین یک قلعه است. این سبک به عنوان معماری سواحیلی طبقه‌بندی می‌شود.
دهکده مدرن خانه موزه و باغ پروانه است.
گده بخشی از ناحیه مالیندی بود (تا اینکه در سال ۲۰۱۰ تقسیمات استانی لغو شد) و دارای جمعیت شهری ۵۹۶ نفر در سال ۲۰۰۵ بود.